# Výroba textilií a oděvů v Indii
Výroba textilií a oděvů je významné odvětví indického hospodářství, kapacita tohoto oboru je (po Číně) druhá největší na světě. V 21. století je zde zaměstnáno kolem 45 milionů lidí přímo výrobní činností a dalších 100 milionů nepřímo přispívá k výsledkům práce. S obchodním obratem asi 150 miliard USD ročně se obor podílí s cca 13 % na celkovém indickém průmyslu a přispívá (v roce 2021) se 2,3 % k tvorbě HDP.
V angličtině se pro celou výrobu od pěstování bavlníku až po ušité oděvy používá označení industry/průmysl, ačkoliv jen méně než 20 % je organizováno jako průmyslový podnik. Velká většina výrobků pochází ze statisíců malých dílen nebo např. od farmářů s průměrnou plochou bavlníkové plantáže asi 2 hektary. 

## Z historie
Z archeologických nálezů na území Indie jsou známé textilní výrobky starší než 4000 let. V 16. a 17. století, v předkoloniálním období, pocházelo ve světě 25 % textilií z Indie (vynikající bavlněné a hedvábné tkaniny, vlněné koberce, výšivky). Od konce 18. století přišli však Britové jako koloniální vládci se strojně vyrobenými textiliemi a s dovozními cly do Anglie, kterým indické ručně zhotovené zboží nemohlo konkurovat. Vývoz indických textilií téměř zmizel, v 19. století vznikly možnosti zaměstnání jen v několika nových bavlnářských továrnách (první přádelna a tkalcovna v roce 1856 v Mumbaji). (V roce 1900 přišlo na indický trh z celkového množství 3 miliard metrů tkanin 62 % z importu a 0,3 % šlo na export.) V 1. polovině 20. století se podíl importu sice snížil (v roce 1938 dosáhl 12 % z celkových 5,2 miliard metrů), ale produktivita výroby zůstávala na velmi nízké úrovni (např. v roce 1942 pracovalo 65 % ze 2 milionů ručních stavů s dávno zastaralou technikou vrhacího člunku).
Po získání nezávislosti v roce 1947 podporovala indická vláda rozvoj výroby jen v malých tkalcovnách. Velké podniky směly nahradit staré stroje novou (importovanou) technikou jen když se na nich vyrábělo zboží pro export. Do roku 1981 tam zůstala výroba na nezměněné výši cca 3 miliardy metrů tkanin, zatímco v malých tkalcovnách se zvýšila z 1 miliardy v roce 1951 na 5 miliard v roce 1981 (celkem asi 15 m/obyv., z toho cca 70 % z čisté bavlny).
Ve 3. dekádě 21. století vyrábí Indie textilie v hodnotě cca 150 miliard USD ročně, podstatnou část tvoří více než 5 milionů tun převážně bavlněné příze, 60 m² tkanin na obyvatele (asi 1/3 z ručních stavů) a oděvy za 60 miliard USD.

## Struktura výroby

### Podmínky pro podnikání v textilní výrobě
Podle průzkumu Světové banky bylo v 1. dekádě v Indii registrováno 16 milionů výrobců textilií a oděvů, z toho asi 3 miliony továrních.
Konkurenceschopnost indického textilu dokazuje např. studie z roku 2018: U naprosté většiny textilií jsou výrobní náklady v Indii o 25-30 % nižší než v Číně. Příklady z Indie: V roce 2023 se uvádějí měsíční personální náklady na zkušeného dělníka v tovární výrobě přádelny a tkalcovny s cca 310 € a v šicí dílně s 340 €, cena elektrického proudu s 0,094 €/Kw.
V posledních letech 2. dekády byly instalovány ročně nové stroje a zařízení za cca 2 miliardy USD.
 Stát finančně podporuje malé výrobní firmy při zakládání textilních průmyslových parků, zakládání nových podniků, výhodnými půjčkami, pomocí při zvyšování kvalifikace aj. Např. v posledních letech 2. dekády byla k těmto účelům plánována v asi 10 projektech částka přes 58 miliard USD.

### Tuzemské suroviny
Ve 3. dekádě 21. století pocházejí všechna zpracovávaná přírodní vlákna z domácích zdrojů.
- Pěstování bavlníku na ploše do 12 milionů hektarů dává ročně cca 6 milionů tun vyzrněné bavlny (obojí největší na světě). Výnos cca 500 kg /ha dosahuje však jen 60 % celosvětového průměru. Jedna z hlavních příčin je, že asi 2/3 ploch zůstává bez umělého zavodňování. Pěstování bavlníku a (v naprosté převaze ruční) sklizeň bavlny zaměstnává cca 15 milionů lidí (sklizeň = 1565 prac. hodin/ha)[13] [14]
- Výroba hedvábné příze dosáhla v roce 2021 cca 34 900 tun, z toho 29 % z planého hedvábí (tussah, eri, muga), chovem housenek a smotáváním filamentu se zabývá asi 10 milionů lidí, výnos z exportu cca 250 milionů USD[15]
- Na ploše cca 800 000 ha se sklízí rostliny na 2 miliony tun jutových vláken, (70 % svět. produkce), ze kterých se vyrábí příze v 70 provozech, v sektoru pracuje 350 000 lidí.
- ca 30 000 tun hrubé vlny (74 milionů ovcí) přes 3 miliony lidí včetně výroby koberců[16]
- 280 000 t kokosových vláken, 550 000 lidí, příze, rohože, geotextilie[17]
- V roce 2018 bylo v Indii vyrobeno 1,3 milionů tun umělých vláken za cca 11,3 miliard USD, z toho (v tisících tun): polyesterová stříž 852, polyakrylonitrilová stříž 93, viskózová vlákna 370, polypropylenová vlákna 3,5[18]

### Výrobní technologie a druhy výrobků
- V roce 2021 bylo v provozu 3369 přádelen s 52,5 miliony vřeten (1/5 světové kapacity) a s 842 000 přádními rotory, ve kterých bylo zaměstnáno cca 783 000 lidí. Výroba dosahovala cca 5,7 milionů tun ročně s výnosem 10 miliard €.[1] [19] [2]
- V roce 2018 bylo ve 380 000 tkalcovnách v provozu 4,9 milionů strojů, z toho 2,52 miliony mechanických a 2,38 miliony ručních stavů. Naprostá většina z nich v malých dílnách, v průmyslových podnicích běželo jen 68 000 strojů, z toho asi 1/3 bezčlunkových tkacích strojů.

Asi 80 % z vyrobených cca 49 miliard m² tkanin pocházelo z mechanických strojů, 16 % z ručních stavů („neorganizovaný“ sektor), jen 4 % vyrobily velké „státem řízené“ podniky. Podle materiálového složení bylo 51 % z čisté bavlny, 29% z umělých vláken a 20% ze směsových přízí.
Většina výrobců tkanin se organizuje v regionálně dělených zájmových sdruženích tzv. clustrech.
- V roce 2018 bylo v cca 5000 tisíci pletárnách instalováno 45 0000 převážně okrouhlých strojů, roční výroba dosahovala cca 8 miliard m².[8]
- V 1. dekádě 21. století bylo v provozu asi 2300 zušlechťoven (bělení, barvení, potiskování, speciální úpravy), z těch bylo cca 200 závodů součástí kombinátů, tj. ve spojení s přádelnou, tkalcovnou nebo pletárnou.[21]

- Na rok 2014 byla plánována výroba 280 000 tun netkaných textilií[22]
- Výrobou ručně vázaných vlněných koberců se zabývá asi 2 miliony lidí. Hodnota výrobků dosáhla koncem 2. dekády cca 1 miliardu € ročně.[23]

Souhrnné údaje o ostatních druzích textilií (skané příze, provaznické výrobky, výšivky apod.) nejsou veřejně známé.
- Výroba oděvů zaměstnávala v roce 2021 cca 6 milionů lidí ve 100 000 firmách,[24] obor vykázal obchodní obrat 59 miliard USD.[25]

Podle průzkumu (2018) v tradičním textilním regionu Puné jsou jen 2 % šicích dílen součástí akciových společností, naprostá většina se nachází ve vlastnictví jednotlivců nebo několika společníků. Asi 21 % firem zaměstnává ve výrobě více než 20 lidí, 47 % má 1 až 20 zaměstnanců a u 32 % firem je sám vlastník jediným výrobcem (jen větší výrobci zaměstnávají ve správě a zejména v prodeji 5-10 lidí). Jen asi 7 % výrobců vykazuje obchodní obrat nad 100 000 €, 70 % zůstává s příjmy pod 55 000 € za rok. Na exportu textilií se podíleli výrobci oděvů (2016) s cca 20 % (z toho asi 1/3 bavlněná trička)

### Největší výrobci
| Firma                    | Rok založení | Forma vlastnictví | Obchodní obrat (€ x106) | Hrubý zisk (€ x106) | Hlavní druhy výrobků / specializace                | Kapacita                                                              |
| SRF                      | 1970         | a.s.              | 1008                    | 258                 | chemikálie, fólie, tech. textilie, lamin. textilie | (neudána)                                                             |
| Vardman                  | 1973         | a.s.              | 741                     | 117                 | příze, zušlechť. tkaniny                           | 1,1 x106 vřeten, 1544 stavů, 481x10³ m tkanin / den                   |
| K.P.R.                   | 2003         | a.s.              | 424                     | 100                 | příze, tkaniny, oděvy, cukr                        | 370 x103 vřeten, 40 x10³ tun pletenin /den, 115 x106 kusů oděvů / rok |
| Filatex                  | 1990         | osob./a.s.        | 267                     | 42                  | PES a PP chips a vlákno, stuhové tkaniny           | (neudána)                                                             |
| Nahar Spinning Mills     | 1980         | osob.             | 254                     | 23                  | příze, pleteniny                                   | 520 x103 vřeten, 40 x103 kusů oděvů /den                              |
| Indo Rama Synthetics     | 1986         | a.s.              | 245                     | 11                  | PES chips a vlákno                                 | (neudána)                                                             |
| Sanathan Textiles        | 2005         | osob.             | 230                     | 40                  | PES chips a vlákno, příze, techn. textilie         | (neudána)                                                             |
| Garware Technical Fibres | 1976         | a.s.              | 124                     | 20                  | lana, provazy, sítě                                | (neudána)                                                             |
| Ambika Cotton Mills      | 1988         | a.s.              | 76                      | 15                  | jemné bavlněné příze a tkaniny, pleteniny          | 108 x103 vřeten, 40 tun pletenin /den                                 |

## Galerie indických textilií

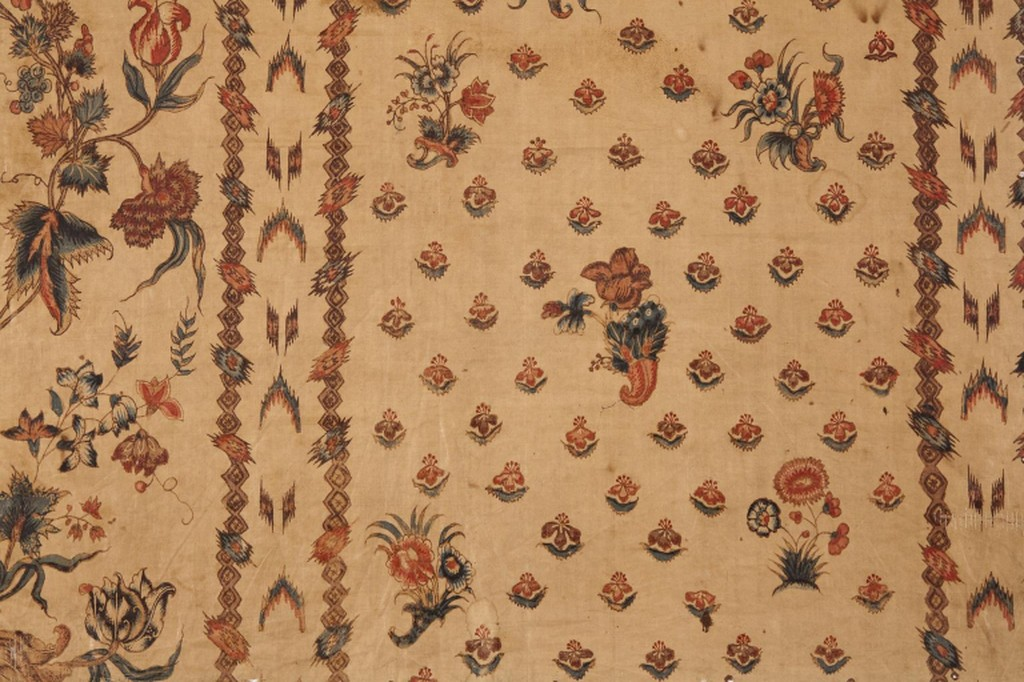
Palampore, bavlněná tkanina s ručně kreslenými vzory z 18. století
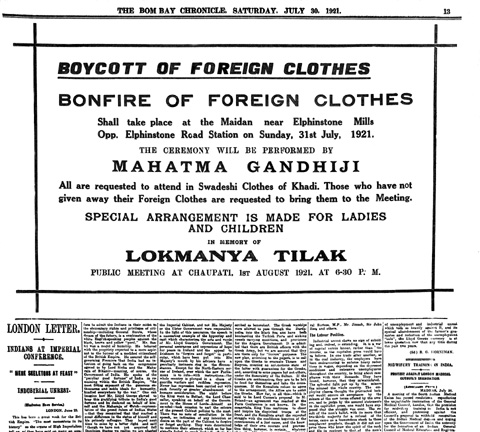
Výzva Gándhího z roku 1921 k bojkotu neindického oblečení
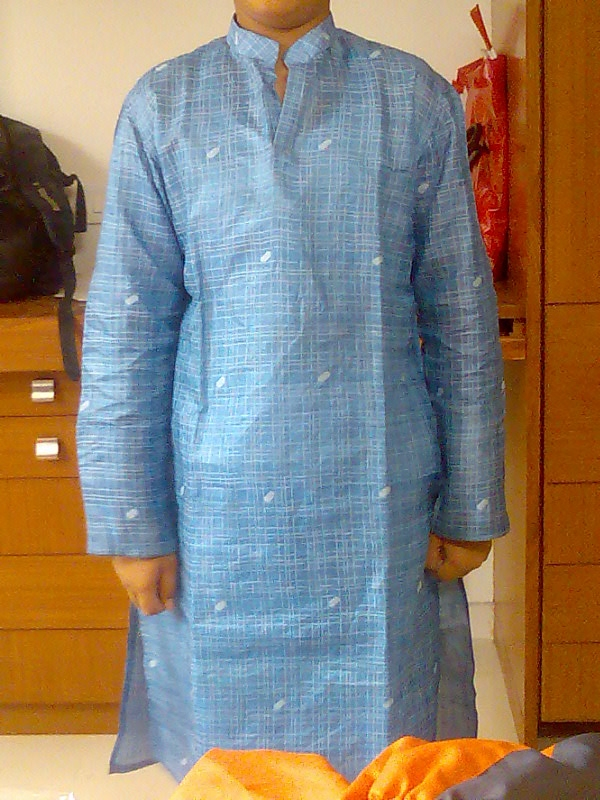
Košile kurta z ručně tkaného khadi (2007), propagované Gándhím k udržování indické textilní tradice
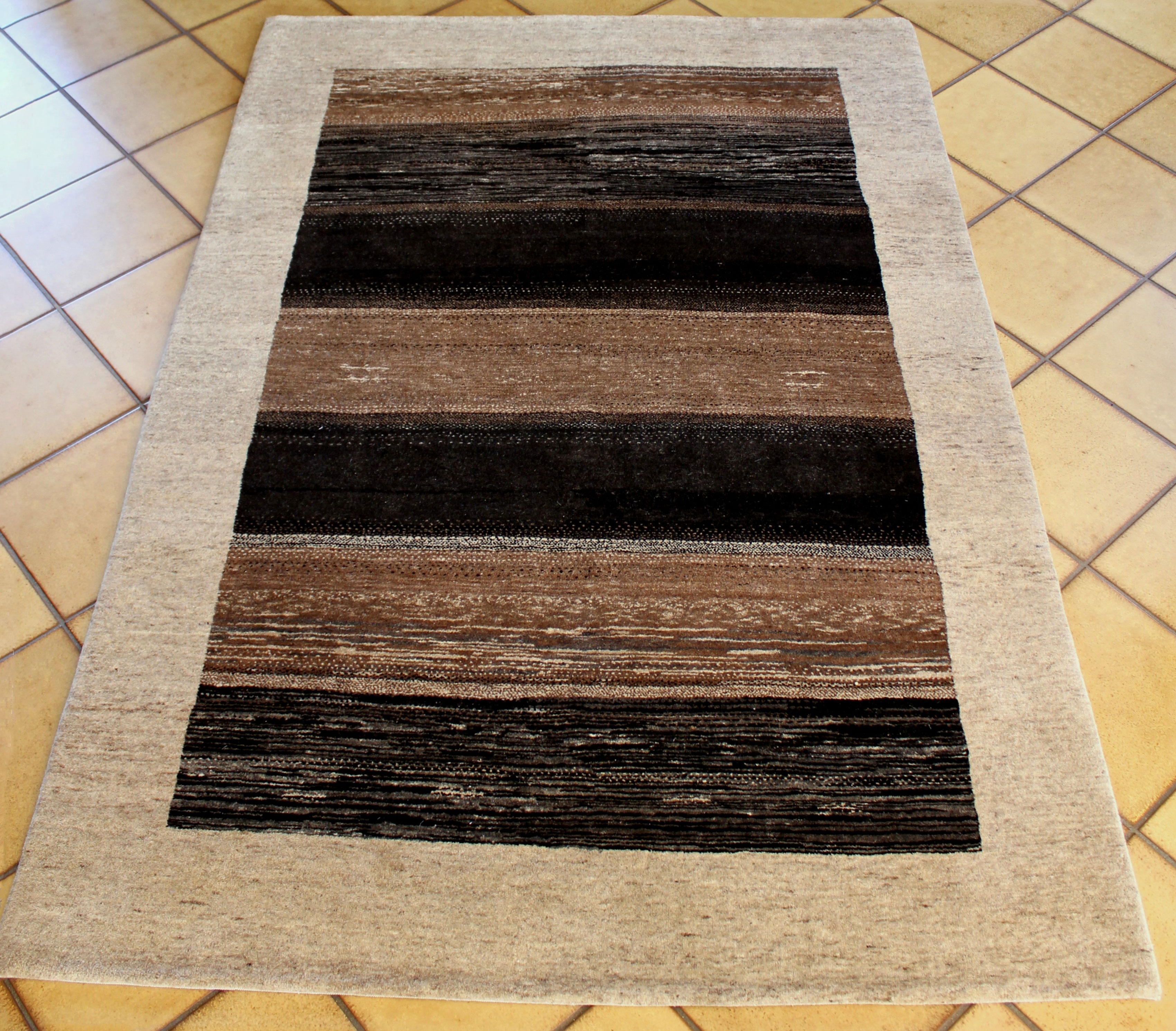
Ručně vázaný vlněný koberec (začátek 21. století)
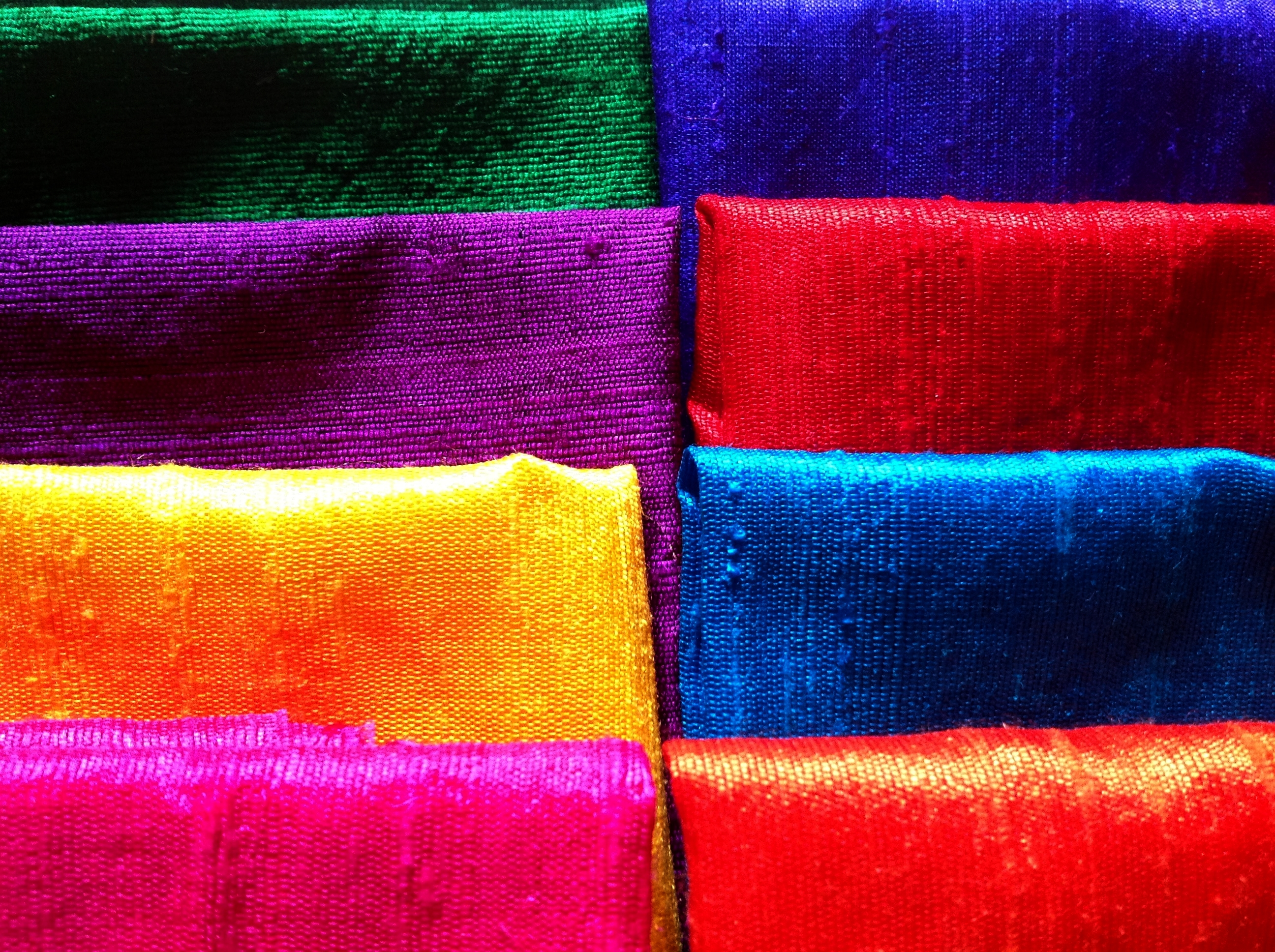
Ručně tkané indické hedvábí dupion (2013)
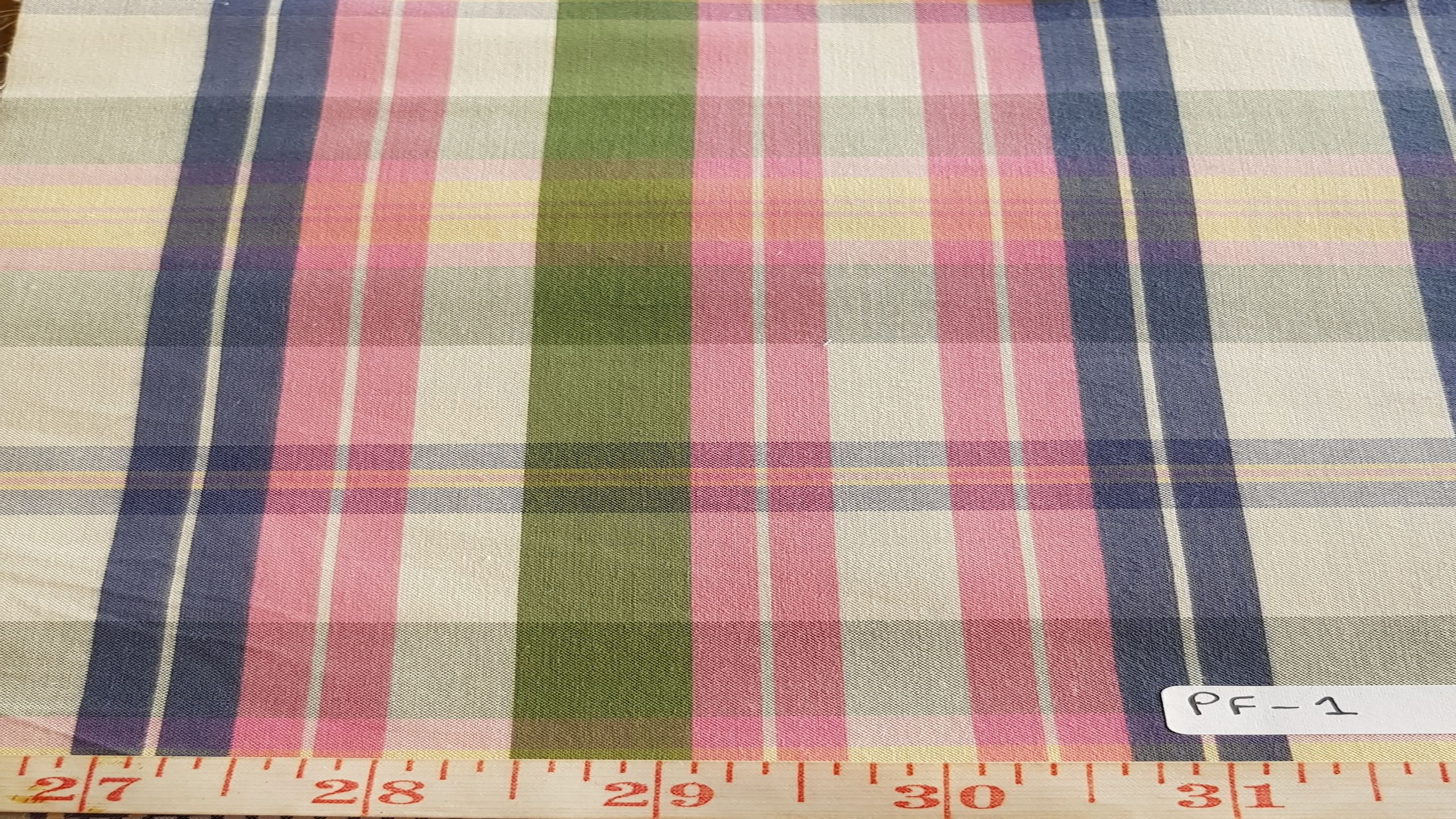
Pestře tkaný bavlněný madras z 21. století